# Bourofaye Diola
Bourofaye Diola est un village du Sénégal situé en Basse-Casamance, à proximité de la frontière avec la Guinée-Bissau. Il fait partie de la communauté rurale de Boutoupa-Camaracounda, dans l'arrondissement de Niaguis, le département de Ziguinchor et la région de Ziguinchor.
Au dernier recensement (2002), le village comptait 215 habitants et 30 ménages.